# XII Победоносный легион
XII Победоносный легион (лат. Legio XII Victrix) — один из легионов поздней Римской империи.
Об этом подразделении известно только лишь из надписей на черепице и кирпиче, датируемых III и IV веком, которые были обнаружены в Аргенторате, где ранее базировался VIII Августов легион. Возможно, что новый легион был создан в конце III века и распущен в начале IV века. На основе данной гипотезы можно сделать вывод, что основателем XII Победоносного легиона был император Констанций I Хлор (правил в 293—306 годах). Однако, у других легионов, созданных в его правление в названии имеется также титул «Флавиев». Возможно, подразделение было набрано правителями Галльской империи (260—274). По другой версии, XII Победоносный легион был создан Констанцием II в качестве замены XXII Первородного, который был уничтожен в битве при Мурсе в 351 году.
Интересно отметить, что название XII Победоносный уже использовались тремя столетиями раньше для обозначения XII Молниеносного легиона.